# بنفشه‌ده (چالوس)
بنفشه ده، روستایی است از توابع کلاردشت در استان مازندران ایران.

## جمعیت
براساس سرشماری مرکز آمار ایران در سال ۱۳۹۰، جمعیت آن ۱۳۰ نفر (۴۵ خانوار) بوده‌است. مردم بنفشه ده از قومیت طبری هستند. مردم بنفشه ده به زبان طبری با گویش کلارستاقی سخن می‌گویند.